# Ada Salas
Ada Salas (Cáceres, Extremadura, 19 de octubre de 1965) es una poeta española. 

## Educación
Salas es licenciada en Filología Hispánica por la Universidad de Extremadura. Impartió clases durante dos años en Francia, en la Universidad de Angers y en la actualidad es profesora de media en la especialidad de Lengua y Literatura españolas.
Con Variaciones en blanco logró el Premio Hiperión en 1994. En la misma editorial ha publicado sus dos siguientes obras: La sed (1997) y Lugar de la derrota (2003).
Su obra ha recibido la atención de la crítica y es probablemente una de las voces más valoradas en la poesía española contemporánea. Sus versos han sido recogidos en diversas antologías de nueva poesía española.
Su poesía, de verso libre y poemas muy breves y depurados, busca lo esencial y en este sentido se la considera seguidora de la línea marcada por José Ángel Valente. En su libro, Esto no es el silencio, la escritora busca una poesía menos minimalista, con poemas de mayor extensión pero que no renuncian a una búsqueda de lo esencial.
Salas y la cántabra Ana Rodríguez de la Robla protagonizan en el segundo encuentro del festival 'Poesía con Norte 2013
2008 «Variaciones en blanco, obra de música compuesta  Mercedes Zavala en 2008 por encargo del Plural Ensemble, toma el título y del libro de poemas de Ada Salas, dedicataria de la obra.

### Premios y reconocimientos
1988  Su primer libro Arte y memoria del inocente  obtuvo el Premio Juan Manuel Rozas.
2011 El margen, el error, la tachadura. Notas acerca de la escritura poética (Diputación de Badajoz)  Fernando Pérez Premio
2019  Se la concede la Medalla de Extremadura, máximo distinción que se concede en la comunidad.

### Obra
- Ellas tienen la palabra (Hiperión, 1997)
- Arte y memoria del inocente, Cáceres, Universidad de Extremadura, 1988.[6]
- Variaciones en blanco, Madrid, Hiperión, 1994 (Premio Hiperión 1994).[7]
- La sed, Madrid, Hiperión, 1997.[8]
- Lugar de la derrota, Madrid, Hiperión 2003.[9]
- Alguien aquí. Notas acerca de la escritura poética, Madrid, Hiperión, 2007.[10]
- Esto no es el silencio, Madrid, Hiperión, 2008 (Premio Ciudad de Córdoba-Ricardo Molina 2007).[11]
- No duerme el animal. Poesía 1987-2003, Madrid, Hiperión, 2009.[12]
- Ashes to Ashes, Mérida, Editora Regional de Extremadura, 2011 (en colaboración con el pintor Jesús Placencia).[13]
- Limbo y otros poemas, Valencia, Pre-Textos, 2013.[14]
- Diez Mandamientos, Madrid, La Oficina ediciones, 2016 (en colaboración con el pintor Jesús Placencia).[15]
- Descendimiento, Valencia, Pre-Textos, 2018.[16]
- Escribir y borrar antología esencial[17]
- Arqueologías, Valencia, Pre-Textos, 2022.
- Poesía española reciente,Cano Ballesta, Juan[1] 1980-2000[18]
- La otra joven poesía española (Igitur, 2003).[19]